# 中司ゆう花
中司 ゆう花（なかつかさ ゆうか、1984年10月18日 - ）は、日本の女性声優、ナレーター。神奈川県出身。アクセント所属。本名・旧芸名：中司 優花（読みは同じ）。

## 略歴
俳協ボイスアクターズスタジオ卒業。
声優の道を選んだのは、母がナレーションの仕事をしていたこともあり、「声の仕事」、「喋りの仕事」というのが身近にあったからだと語る。自然にイベントMC、ナレーターコンパニオンの仕事を始めていたという。母も、自分と同じ職業を選んだことを喜んでくれたという。母の事は尊敬しており、憧れてもいたという。初めてもらったギャランティーで母と食事に行って、その時の仕事は企業用のナレーションでテレビCMのキャラクターだったという。
声優を始めた頃は、失敗ばかりで、吹き替えの仕事の時に、耳にイヤホンを付けるが、緊張していたこともあり、ヘッドホンのコードに足を引っ掛けてしまい、転んでしまったという。その後、色々な現場で様々な経験をしていく中で、周囲を見る余裕も出てきて、2010年時点ではヘッドホンのコードに足を引っ掛けることはなかったという。
声優としての転機になったのは、海外ドラマ『HEROES/ヒーローズ』のエル・ビショップ役の吹き替え。

## 人物
声優以外で少女時代に憧れていたことは『ベルサイユのばら』のオスカルのお嫁さんになりたかったという。
趣味は食べること、お茶入れ、モノマネ。特技は百面相、インド舞踊。
座右の銘ではないが、「人生は何が起こるかわからない」と常に思っているという。
尊敬する女優は大竹しのぶ。
弟がいる。

## 出演
太字はメインキャラクター。

### テレビアニメ
2003年
- デジモンフロンティア（パルモン）

2006年
- 奏光のストレイン（オペレーター、訓練生、女生徒、生徒）
- 爆球Hit! クラッシュビーダマン（子供A）
- BLACK BLOOD BROTHERS（女）
- ワンワンセレプー それゆけ!徹之進（社長秘書、リポーター）

2007年
- ケロロ軍曹（選挙カー）
- げんしけん2（香水女）
- 古代王者 恐竜キング Dキッズ・アドベンチャー（2007年 - 2008年、ティラノ、サイカ、滝波アナウンサー、光の翼竜、ガブ（二代目） 他） - 2シリーズ
- はぴはぴクローバー（ハルのママ、タタ）
- ひだまりスケッチ（テレビの音声2）

2008年
- アリソンとリリア（施設職員）
- とある魔術の禁書目録（女子アナウンサー、少女）
- のらみみ（ターくん）
- 北斗の拳 ラオウ外伝 天の覇王（女官）
- ヤッターマン（第2作）（ヒデオ）

2009年
- こんにちは アン 〜Before Green Gables（ガーティ・ハモンド、リリー・ジョーンズ）
- はじめの一歩 New Challenger

2010年
- ドラえもん（テレビ朝日版第2期）（少年A）
- ひめチェン!おとぎちっくアイドル リルぷりっ（2010年 - 2011年、ダイ）
- FORTUNE ARTERIAL 赤い約束（女子生徒、委員）

2011年
- THE IDOLM@STER（子供2、子供（姉））
- これはゾンビですか?（おばちゃん）
- SKET DANCE（2011年 - 2012年、島田貴子、ジョアンナ、老婆、泰介〈幼少時〉）
- デュエル・マスターズ シリーズ（2011年 - 2021年、ヨーデル、オサム〈幼少期〉、ドレミ 他） - 8シリーズ
- べるぜバブ（購買のおばさん、古市母、薬箱の声、ママA、コロッケ（猫） 他）
- 夢喰いメリー（母親）

2012年
- あらしのよるに 〜ひみつのともだち〜（ウサギ2）

2013年
- アイカツ!（柊エレナ）
- 探検ドリランド -1000年の真宝-（愛騎士リンコ）

2014年
- モンスター・ハイ こわイケガールズ（フーツ・ア・ロット卿）

2016年
- ドリフェス!（2016年 - 2017年、天宮明音、アツコ） - 2シリーズ

2017年
- ボールルームへようこそ（赤城母）
- Wake Up, Girls! 新章（和田）

2021年
- ブルーピリオド（龍二の母）

2022年
- 虫かぶり姫（アイゼナッハ夫人）

2023年
- B-PROJECT〜熱烈*ラブコール〜（女将）

### 劇場アニメ
- HIGHLANDER ハイランダー 〜ディレクターズカット版〜（2008年、村人）
- ぼくらの7日間戦争（2019年、マレットの母）

### OVA
- 円盤皇女ワるきゅーレ 時と夢と銀河の宴（2006年、ナンナ、オペレータ）
- 異字元合体もじバケるZ（2014年、ケイ・キャピタル）
- ろぼっとアトム（2015年、ピッコ）

### ゲーム
- ラチェット&クランク FUTURE2（2009年、ジャニス）
- アイカツ! フォトonステージ!!（2016年、柊エレナ）
- あんさんぶるガールズ!!（2016年、神無月ほとり[9]）
- モンスターストライク（2019年 - 2021年、アサイー[10]、タピルウ[11]、ポチぶくろ[12]）
- ドラゴンクエストX 天星の英雄たち オンライン（2021年、エメルダ、スラピー、ゾーフィア[13]）

### ドラマCD
- 舞台 七瀬恋（2006年）
- 新説・こころ（お嬢さん）

### 吹き替え

#### 映画
- アイ・アム・レジェンド（マーリー・ネビル〈ウィロー・スミス〉）※テレビ朝日版
- 雨に降られて（女〈アリス・ハウエル〉）※スター・チャンネル版
- アメリア 永遠の翼
- 怒りの戦場 CODE:PIRANHA（シリニガ）
- 愛しのベス・クーパー
- キリングゲーム（サラ・フォード）
- グレッグのおきて（ホリー・ヒルズ〈ペイトン・リスト〉）
- グレッグのダメ日記（マーリー〈エヴァ・ヒューズ〉）
- コマンドー（ジェニー・メイトリックス〈アリッサ・ミラノ〉）※吹替の帝王版
- 最高のともだち（オデール・ウォーショウ）
- サバイバル・ドライブ（エラ・ラトリッジ、ケイティ・ゴールドマン）
- サンシャイン・クリーニング（リン〈メアリー・リン・ライスカブ〉）
- ジョージアの日記/ゆーうつでキラキラな毎日（エレン）
- 成功争ひ（娘〈ヴァージニア・カートリー〉）※スター・チャンネル版
- セレブ・ウォーズ 〜ニューヨークの恋に勝つルール〜（ソフィー・メイズ〈ミーガン・フォックス〉）
- ゾンビランド（406号室の女性〈アンバー・ハード〉）
- TIME/タイム（エデゥアール）
- ダウントン・アビー (映画)（デイジー・メイソン〈ソフィー・マクシェラ〉[14]）
  - ダウントン・アビー/新たなる時代へ（デイジー・パーカー〈ソフィー・マクシェラ〉[15]）
- 旅するジーンズと19歳の旅立ち（エフィ・カリガリス〈ルーシー・ヘイル〉）
- チャップリンの改悟（娘〈エドナ・パーヴァイアンス〉）※スター・チャンネル版
- チャップリンの駈落（娘（エドナ・パーヴァイアンス））※スター・チャンネル版
- チャップリンの質屋（質屋の娘〈エドナ・パーヴァイアンス〉）※スター・チャンネル版
- チャップリンの失恋（農場の娘〈エドナ・パーヴァイアンス〉）※スター・チャンネル版
- チャップリンの女装（娘〈エドナ・パーヴァイアンス〉）※スター・チャンネル版
- チャップリンの寄席見物（特別室の婦人〈エドナ・パーヴァイアンス〉）※スター・チャンネル版
- トワイライトシリーズ（アリス・カレン〈アシュリー・グリーン〉）※DVD/BD版
  - トワイライト〜初恋〜
  - ニュームーン/トワイライト・サーガ
  - エクリプス/トワイライト・サーガ[16]
  - ブレイキング・ドーン Part1/トワイライト・サーガ
- ハービー/機械じかけのキューピッド
- 花の生涯〜梅蘭芳〜（福芝芳）
- パラサイト・バイティング 食人草
- ファイアー・ツイスター（バービー〈リーア・ベイトマン〉）
- 4デイズ
- プラウド・メアリー（ダニー）
- Mr.ゴールデン・ボール/ 史上最低の盗作ウォーズ
- やがて復讐という名の雨（ジュスティーヌ）
- ワイルドシングス4（リンダ）

#### ドラマ
- iCarly
- ATHENA -アテナ-
- ER XV 緊急救命室 #3（カーリー・ウエディングトン〈ブレント・キンズマン〉、ラリー・ウエディングトン〈シェイン・キンズマン〉）
- イタズラなKissII〜惡作劇2吻〜（小倉智子[17]）
- エデンの東（ジヒョン[17]）
- カシミアマフィア
- 奇皇后 〜ふたつの愛 涙の誓い〜（ホンダン、マハ）
- 救命医ハンク3 セレブ診療ファイル
- CSI:11 科学捜査班
- CSI:ニューヨーク6（ルーク）
- CSI:マイアミ6 #2
- 宿敵 因縁のハットフィールド&マッコイ
- 新ビバリーヒルズ青春白書（サミー、フィービー）
- スパルタカス（イリティア〈ヴィヴァ・ビアンカ〉）
- セックス/ライフ（キャロライン）
- ダウントン・アビー（デイジー〈ソフィー・マクシェラ〉）
- チャーリー・シーンのハーパー★ボーイズ（ジェイク・ハーパー〈アンガス・T・ジョーンズ〉）
- ディフェンダーズ 闘う弁護士（ゾーイ・ウォーターズ〈ターニャ・フィッシャー〉）
- デスパレートな妻たち（セリア・ソリス、ジェニー）
- 天使の誘惑（ヒョンジ[17]）
- ドリームハイ（キム・ピルスク〈IU〉[17]）
- トンイ（子供時代のクム（ヨニングン）〈イ・ヒョンソク〉）
- ネイキッド・ブラザーズ・バンド（アレックス〈アレックス・ウルフ〉）
- 花ざかりの君たちへ For You Full Blossom（ソル・ハンナ〈キム・ジウォン〉）
- ハリエットはティーン・スパイ
- ヒーロー（ナ・ガヨン[17]）
- HEROES/ヒーローズ（エル・ビショップ〈クリスティン・ベル〉[17]）
- V（2009年版）（バレリー・スティーブンズ〈ローデス・ベネディクト〉[17]）
- 不滅の恋人（クッタン〈ムン・ジイン〉、イ・ミョン/国王〈ユンソ〉[18]）
- BONES4（ペイトン・ペレッタ）
- ミス・マープル3 無実はさいなむ（シリル）
- ロードナンバーワン（キム・スヒ〈ナム・ボラ〉）

#### アニメ
- アーサー・クリスマスの大冒険
- アドベンチャー・タイム（ツリートランク）
- アンジェリーナはバレリーナ（ペネロピ）
- くもりときどきミートボール
- ジェネレーター・レックス
- ジミー・ニュートロン 僕は天才発明家!（ベティ）
- スター・ウォーズ/クローン・ウォーズ（テレビシリーズ）（エンジェル、デューン、キャシー・サイア）
- 冬のソナタ アニメ版（チヒョン、少女）
- ホートン ふしぎな世界のダレダーレ（ジェシカ）
- マノン
- モンスター・イン・パリ 響け!僕らの歌声（モード）

### テレビCM
- カネボウフーズ「ねるねるねるね」（ねるね）
- コロナ「コロナ エコキュート」（エコちゃん、キュート君）

### その他コンテンツ
- CR楓魂（舞音）[19]